# Star Screen Award/Beste Choreografie
Der Star Screen Award Best Choreography ist eine Kategorie des indischen Filmpreises Star Screen Award.
Der Star Screen Award Best Choreography wird von einer angesehenen Jury der Bollywoodfilmindustrie gewählt. Die Gewinner werden jedes Jahr im Januar bekanntgegeben.
Farah Khan ist viermalige und Saroj Khan dreimaliger Gewinner dieser Preiskategorie.
Liste der Gewinner:
| Jahr | Film – Lied                                    | Choreograf        |
| ---- | ---------------------------------------------- | ----------------- |
| 1995 | kein Preis                                     | kein Preis        |
| 1996 | Prem                                           | Saroj Khan        |
| 1997 | Masoom - Chotta Baccha                         | Chinni Prakash    |
| 1998 | Dil To Pagal Hai                               | Shiamak Davar     |
| 1999 | China Gate - Chamma Chamma                     | Ganesh            |
| 2000 | Hum Dil De Chuke Sanam - Nimbooda Nimbooda     | Saroj Khan        |
| 2001 | Kaho Naa... Pyaar Hai - Ek Pal Ka Jeena        | Farah Khan        |
| 2002 | Dil Chahta Hai - Jise Dhoondta                 | Farah Khan        |
| 2003 | Devdas - Dola Re                               | Saroj Khan        |
| 2004 | Koi... Mil Gaya - Idhar Chala Mein Udhar Chala | Farah Khan        |
| 2005 | Lakshya - Main Aisa Kyun Hoon                  | Prabhu Deva       |
| 2006 | Bunty Aur Babli - Kajra Re                     | Vaibhavi Merchant |
| 2007 | Dhoom – Back in Action - Dhoom Machale         | Shiamak Davar     |
| 2008 | Om Shanti Om - Dhoom Tana                      | Farah Khan        |